# دومينغو غارسيا (رسام)
دومينغو غارسيا (بالإنجليزية: Domingo García y Vásquez) (و. 1859 – 1912 م) هو رسام من البرازيل، وإسبانيا، ولد في فيغو، توفي في ريو دي جانيرو، عن عمر يناهز 53 عاماً.